# Formato transparente
Em informática, formato transparente é qualquer formato para transferência de texto (com ou sem imagens e formatações) ou outros documentos que pode ser prontamente entendido pela máquina através de software comum, mas cuja especificação está disponível para o público em geral. Um documento em um formato transparente pode ser facilmente aberto e editado em editores genéricos. São formatos transparentes, por exemplo, ASCII, Texinfo, LaTeX, SGML, XML que use DTDs disponíveis ao público e HTML simples pronto para a modificação por seres humanos.
Quando um formato não atende a esses critérios, é chamado de formato opaco.